# Прогресс (издательство)
«Прогре́сс» — советское государственное и российское частное издательство. Основано в 1964 году на базе гуманитарных редакций «Издательства иностранной литературы» и «Издательства литературы на иностранных языках». Специализировалось на выпуске переводной гуманитарной и художественной литературы.

## История

### Советский Союз
В 1964 году «Издательство иностранной литературы» и «Издательство литературы на иностранных языках» были реорганизованы: гуманитарные редакции, а также специальная редакция «Издательства иностранной литературы» перешли в подчинение издательству «Прогресс», а естественно-научные и технические редакций обоих издательств — в подчинение издательству «Мир». В 1982 году от издательства «Прогресс» (научная и политическая литература) было отделено издательство «Радуга» (художественная литература).
| Статистические показатели      | 1979     | 1980     | 1981     | 1985     | 1987     | 1988     | 1989     | 1990     |
| ------------------------------ | -------- | -------- | -------- | -------- | -------- | -------- | -------- | -------- |
| Книг и брошюр, печатных единиц | 1250     | 1286     | 1321     | 743      | 733      | 741      | 544      | 410      |
| Тираж, млн экз.                | 28,7004  | 27,2881  | 25,9199  | 10,7291  | 10,1566  | 10,7138  | 9,2599   | 8,6966   |
| Печатных листов-оттисков, млн  | 409,9955 | 384,7061 | 387,8214 | 174,7405 | 181,9118 | 194,7225 | 208,6147 | 185,4365 |

#### Специальная редакция
В составе издательства была специальная редакция, занимавшаяся переводом и изданием малым тиражом иностранной литературы, содержащую критический анализ советской действительности. Книги, издаваемые группой, распространялись по специальному списку, утверждённому ЦК ВКП(б).

### Российская Федерация
В 1991 году Госкомимущество Российской Федерации дало согласие на преобразование издательства «Прогресс» в Акционерное общество закрытого типа «Издательская группа „Прогресс“», а также определило себя в качестве соучредителя этого акционерного общества и держателя пакета его акций в размере 34 % от уставного капитала. Впоследствии от издательства «Прогресс» отделились издательство «Прогресс-Универс», издательство «Прогресс-Традиция» и издательство «Прогресс-Плеяда».
Издательство «Прогресс-Универс» закрыто.
Издательство «Прогресс-Традиция» основано в 1997 году бывшими сотрудниками издательства «Прогресс» и специализируется на издании научной и образовательной литературы. Директор — Борис Васильевич Орешин.
Издательство «Прогресс-Плеяда» основано в 2001 году С. С. Лесневским (директор в 2001—2014 годах) и специализируется на классической и современной литературе.

## Руководители
- 1970—1976 — Юрий Владимирович Торсуев
- 1976—1987 — Вольф Николаевич Седых
- 1987—1996 — Александр Константинович Авеличев
- 1996—1997 — Сергей Вениаминович Крюков
- 1997—1997 — Владимир Никитович Митин
- 1997—1998 — Олег Игоревич Анаковский
- 1998—2000 — Юрий Сергеевич Гусев
- 2000—н. в. — Саркис Вазгенович Оганян.

### Гл. редакторы
- Павлов Владимир Николевич (1915—1993) — в 1953—1974 годах главный редактор издательства «Прогресс» (до 1964 года — Издательство литературы на иностранных языках).

### Другие сотрудники
Ханов Дмитрий — сотрудник редакции научного коммунизма.

## Награды
- 1981 — орден Трудового Красного Знамени (указом Президиума Верховного Совета СССР).